# Bilton, Harrogate
Bilton är en stadsdel i Harrogate, i civil parish Harrogate, i kommunen North Yorkshire, i grevskapet North Yorkshire, i England. Ward hade 5 409 invånare år 2011. Bilton var en civil parish från 1894 till 1938 då den blev en del av Harrogate och Knaresborough. Civil parish hade 447 invånare år 1931. Byn nämndes i Domedagsboken (Domesday Book) år 1086, och kallades då Biletone/Billeton/Billetone.